# SHUNSUKE
SHUNSUKE（しゅんすけ）は、日本のギタリスト、音楽プロデューサー。福岡県福岡市出身。
兄であるK助のバンド、覇叉羅に高校生の時に参加し、そこから本格的なバンド活動を始める。当時はSHAM、紗夢、舜という名で活動していた。
現在は、作曲家、アレンジャー、レコーディングエンジニアとして活動する傍ら、NEiNというバンドと共に新ソロプロジェクトRush Assault Machineryを結成、活動させている。

## 経歴
- ︎1990年代初頭 - 覇叉羅（Vasalla）に加入。
- ︎1999年4月2日 - Vasallaを脱退。
- ︎1999年11月 - JILS結成。
- ︎2001年10月 - THE"FUZZ"始動。
- ︎2005年12月13日 - 川崎CLUB CITTA'で行われた「hide 41st Birthday Party」に由紀人のライブメンバーとして出演。
- ︎2006年10月8日 - 「CLASSIC ROCK JAM」に出演。
- ︎2007年 - JILS解散。
- ︎2010年 - the FUZZとして活動を再開。
- ︎2012年 - 聖飢魔IIコピーバンド「偽聖飢魔II（にせいきまつ）」の偽参謀役としてAKB48の番組に出演、同番組のバンド選手権企画で優勝を果たす。
- ︎2014年 - ボカロPとして作詞作曲した「ブラックノートに溺れさせて」が「初音ミク project diva AC」の楽曲として採用。
- ︎2015年 - the FUZZとしての活動を終了。以降は作曲家、アレンジャー、レコーディングエンジニアとしての活動を主にする。
- ︎2016年 - 新バンドNEiN結成。
- ︎2017年 - 新ソロプロジェクトRush Assault Machineryの活動を開始。

## 人物
- ガンダムオタク。
- 両親はマンドリン奏者である。

## THE"FUZZ"
THE"FUZZ"（ファズ）は、俊介によるソロプロジェクト。2001年より始動した。
初期は、FUZZ the S・S・C2（"FUZZ" the Shun'S Cybernetic Community）という名で活動。
1作目には引き出しを端から端まで解放したような幅広い楽曲が収められたが、数年の間が空いた2作目以降は、作曲には何の苦労もなかったと本人が語るように、ルーツがよく解るパンキッシュな曲調がメインであり、歌い方も大きく変化している。

### サポートメンバー
FUZZ the S・S・C2
- JUN≒NA （Bass, ex.Kill=slayd）
- K助 （Drums, ex.Vasalla）

THE"FUZZ"
- HIRO （Guitar）
- 遊 （Bass, ex.RusH）
- あつし （Drums, ex.Delta Ark）

### 活動遍歴
- 2001年9月29日 - オムニバスアルバム『Shock Edge 2001』に一曲参加。
- 2001年10月8日 - 1stミニアルバム『アイ』発売。
- 2001年10月10日 - 新宿LOFT ワンマン。
- 2005年12月24日 - 2ndミニアルバム『Trigger』が、新潟県中越地震の影響で発売延期。
- 2005年1月25日 - 『Trigger』発売。
- 2005年2月14日 - 原宿アストロホールでの、Shelly Trip Realize主催イベントに出演。
- 2005年10月7日 - 群馬・前橋ラタン。
- 2005年10月10日 - 新宿HOLIDAY。
- 2005年10月17日 - 新宿LOFT。マキシシングル先行発売。
- 2005年11月5日 - 初マキシシングル「FOR ALL NEXT GENERATION」発売。
- 2005年12月5日 - 新宿HOLIDAY。
- 2006年5月27日 - 目黒鹿鳴館で行われたK助のバンド・グリムの主催イベントに出演。

### ディスコグラフィ

#### CD
- アイ
- Trigger
- FOR ALL NEXT GENERATION
- BURST DRIVE

#### V.A.
- Shock Edge 2001

#### etc.
- MAZE,cage,VICE （2001.6.5 新宿ロフト配布）
- 自主盤倶楽部コメントCD （Trigger購入特典、「リバースド・クロス」収録）
- For All Next Generation!! （2005.2.14 原宿アストロホールで『Trigger』購入者に配布）